# إدوارد كورتيس (مونتير)
إدوارد كورتيس (بالإنجليزية: Edward Curtiss)‏ هو مونتير أمريكي، ولد في 7 يوليو 1898 في لوس أنجلوس في الولايات المتحدة، وتوفي في 7 نوفمبر 1970 في هوليوود في الولايات المتحدة.

## وصلات خارجية
- إدوارد كورتيس على موقع IMDb (الإنجليزية)
- إدوارد كورتيس على موقع ألو سيني (الفرنسية)
- إدوارد كورتيس على موقع قاعدة بيانات الأفلام السويدية (السويدية)
- إدوارد كورتيس على موقع قاعدة بيانات الفيلم (الإنجليزية)
- إدوارد كورتيس على موقع كينوبويسك (الروسية)